# Brabham BT33
Pour les articles homonymes, voir Brabham.
Chronologie des modèles (1970 à 1972)
Brabham BT26 Brabham BT34
La Brabham BT33 est une monoplace construite par Brabham Racing Organisation et engagée en Formule 1 entre 1970 et 1972. Elle a remporté une victoire lors de son premier Grand Prix, signé une pole position et quatre meilleurs tours en course.